# 王昌 (1959年)
王昌（1959年—），汉族，山西朔州人，中华人民共和国政治人物、第十二届全国人民代表大会河北地区代表。

## 生平
早年毕业于北京工业学院力学工程系引信专业，后来在职在新加坡南洋理工大学商学院学习一年。1989年11月加入中国共产党，2009年3月出任河北省工业和信息化厅厅长。2013年，被选为全国人大代表。2015年1月，王昌受命执掌河北省人民政府国有资产监督管理委员会，出任国资委主任兼党委书记。